# Young Man Blues/Substitute
Young Man Blues/Substitute è un singolo del gruppo musicale britannicoThe Who, pubblicato nel 1970 negli USA.

## Tracce
Lato A
1. Young Man Blues – 4:45 (Mose Allison)

Lato B
1. Substitute – 2:05 (Pete Townshend)